# Fenerbahçe Spor Kulübü 2016-2017 (pallavolo maschile)
Questa voce raccoglie le informazioni riguardanti il Fenerbahçe Spor Kulübü nelle competizioni ufficiali della stagione 2016-2017.

## Organigramma societario
Area direttiva
Area direttiva
- Presidente: Aziz Yıldırım

Area tecnica
- Allenatore: Veljko Bašič
- Allenatore in seconda: Kerem Eryılmaz
- Scoutman: Ali Yılmaz

## Rosa
| N° | Nome               | Ruolo | Data di nascita   | Nazionalità sportiva |
| -- | ------------------ | ----- | ----------------- | -------------------- |
| 1  | Selçuk Keskin      | P     | 15 gennaio 1982   | Turchia              |
| 2  | Alen Pajenk        | C     | 23 aprile 1986    | Slovenia             |
| 3  | Sabit Karaağaç     | C     | 5 maggio 1987     | Turchia              |
| 4  | Alperay Demirciler | L     | 1º febbraio 1993  | Turchia              |
| 5  | Alen Šket          | S     | 28 marzo 1988     | Slovenia             |
| 6  | Guillaume Quesque  | S     | 29 aprile 1989    | Francia              |
| 7  | Metehan Baş        | O     | 12 agosto 1996    | Turchia              |
| 8  | Oğuzhan Karasu     | C     | 16 giugno 1995    | Turchia              |
| 9  | Ediz Fırıncıoğlu   | S     | 20 settembre 1993 | Turchia              |
| 10 | Batı Kayhan        | S     | 10 giugno 1996    | Turchia              |
| 11 | İbrahim Emet       | C     | 15 gennaio 1986   | Turchia              |
| 12 | Bertuğ Öndeş       | O     | 26 ottobre 1996   | Turchia              |
| 13 | Anıl Durgut        | S     | 25 giugno 1997    | Turchia              |
| 14 | Ismaïl Moalla      | S     | 30 gennaio 1990   | Tunisia              |
| 15 | Metin Toy          | O     | 3 maggio 1994     | Turchia              |
| 16 | Oğulcan Yatgın     | P     | 28 aprile 1997    | Turchia              |
| 18 | Mehmet Özbek       | L     | 11 luglio 1984    | Turchia              |

## Statistiche

### Statistiche di squadra
| Competizione     | Punti | In casa | In casa | In casa | In trasferta | In trasferta | In trasferta | Totale | Totale | Totale |
| Competizione     | Punti | G       | V       | P       | G            | V            | P            | G      | V      | P      |
| ---------------- | ----- | ------- | ------- | ------- | ------------ | ------------ | ------------ | ------ | ------ | ------ |
| Efeler Ligi      | 51,77 | 16      | 11      | 5       | 14           | 12           | 2            | 30     | 23     | 7      |
| Coppa di Turchia | -     | 0       | 0       | 0       | 0            | 0            | 0            | 3      | 3      | 0      |
| Coppa CEV        | -     | 4       | 4       | 0       | 4            | 3            | 1            | 8      | 7      | 1      |
| Totale           | -     | 20      | 15      | 5       | 18           | 15           | 3            | 41     | 33     | 8      |

G = partite giocate; V = partite vinte; P = partite perse

### Statistiche dei giocatori
| Giocatore      | Efeler Ligi | Efeler Ligi | Efeler Ligi | Efeler Ligi | Efeler Ligi | Coppa di Turchia | Coppa di Turchia | Coppa di Turchia | Coppa di Turchia | Coppa di Turchia | Coppa CEV | Coppa CEV | Coppa CEV | Coppa CEV | Coppa CEV | Totale | Totale | Totale | Totale | Totale |
| Giocatore      | P           | PT          | AV          | MV          | BV          | P                | PT               | AV               | MV               | BV               | P         | PT        | AV        | MV        | BV        | P      | PT     | AV     | MV     | BV     |
| -------------- | ----------- | ----------- | ----------- | ----------- | ----------- | ---------------- | ---------------- | ---------------- | ---------------- | ---------------- | --------- | --------- | --------- | --------- | --------- | ------ | ------ | ------ | ------ | ------ |
| M. Baş         | 9           | 1           | 0           | 0           | 1           | 3                | 2                | 2                | 0                | 0                | 2         | 0         | 0         | 0         | 0         | 14     | 3      | 2      | 0      | 1      |
| A. Demirciler  | 27          | 0           | 0           | 0           | 0           | 3                | 0                | 0                | 0                | 0                | 8         | 0         | 0         | 0         | 0         | 38     | 0      | 0      | 0      | 0      |
| A. Durgut      | 0           | 0           | 0           | 0           | 0           | 0                | 0                | 0                | 0                | 0                | -         | -         | -         | -         | -         | 0      | 0      | 0      | 0      | 0      |
| İ. Emet        | 23          | 130         | 64          | 58          | 8           | 2                | 1                | 1                | 0                | 0                | 7         | 45        | 24        | 21        | 0         | 32     | 176    | 89     | 79     | 8      |
| E. Fırıncıoğlu | 0           | 0           | 0           | 0           | 0           | 2                | 1                | 1                | 0                | 0                | 0         | 0         | 0         | 0         | 0         | 2      | 1      | 1      | 0      | 0      |
| S. Karaağaç    | 17          | 62          | 41          | 19          | 2           | 3                | 11               | 4                | 6                | 1                | 2         | 5         | 3         | 0         | 2         | 22     | 78     | 48     | 25     | 5      |
| O. Karasu      | 2           | 2           | 1           | 1           | 0           | 2                | 0                | 0                | 0                | 0                | 3         | 10        | 4         | 4         | 2         | 7      | 12     | 5      | 5      | 2      |
| B. Kayhan      | 0           | 0           | 0           | 0           | 0           | 2                | 2                | 1                | 1                | 0                | 0         | 0         | 0         | 0         | 0         | 2      | 2      | 1      | 1      | 0      |
| S. Keskin      | 30          | 98          | 36          | 46          | 16          | 3                | 10               | 4                | 3                | 3                | 7         | 12        | 4         | 5         | 3         | 40     | 120    | 44     | 54     | 22     |
| I. Moalla      | 8           | 5           | 3           | 1           | 1           | -                | -                | -                | -                | -                | 3         | 3         | 3         | 0         | 0         | 11     | 8      | 6      | 1      | 1      |
| B. Öndeş       | 13          | 20          | 18          | 2           | 0           | 0                | 0                | 0                | 0                | 0                | 1         | 6         | 6         | 0         | 0         | 14     | 26     | 24     | 2      | 0      |
| M. Özbek       | 30          | 0           | 0           | 0           | 0           | 3                | 0                | 0                | 0                | 0                | 8         | 1         | 1         | 0         | 0         | 41     | 1      | 1      | 0      | 0      |
| A. Pajenk      | 30          | 252         | 177         | 50          | 25          | 3                | 20               | 15               | 3                | 2                | 8         | 57        | 40        | 10        | 7         | 41     | 329    | 232    | 63     | 34     |
| G. Quesque     | 30          | 326         | 284         | 34          | 8           | 3                | 41               | 38               | 3                | 0                | 8         | 80        | 67        | 9         | 4         | 41     | 447    | 389    | 46     | 12     |
| A. Šket        | 30          | 495         | 428         | 38          | 29          | 3                | 62               | 50               | 5                | 7                | 8         | 102       | 79        | 12        | 11        | 41     | 659    | 557    | 55     | 47     |
| M. Toy         | 29          | 541         | 457         | 30          | 54          | 3                | 52               | 47               | 2                | 3                | 8         | 117       | 102       | 8         | 7         | 40     | 710    | 606    | 40     | 64     |
| O. Yatgın      | 28          | 10          | 1           | 4           | 5           | 2                | 1                | 0                | 0                | 1                | 8         | 11        | 5         | 3         | 3         | 38     | 22     | 6      | 7      | 9      |

P = presenze; PT = punti totali; AV = attacchi vincenti; MV = muri vincenti; BV = battute vincenti